# سليمان عويس
سليمان أيوب عويس (1943 - 11 ديسمبر 2005) صحفي وشاعر أردني. ولد في دبين في جرش. مجاز في المحاسبة والتأمين من جامعة القاهرة، عام 1968. عمل في التلفزيون الأردني مذيعًا ومحرّرًا، ثم محاسبًا ثم تفرّغ للكتابة. شغل منصب مدير تحرير مجلّة وسام التي تصدرها وزارة الثقافة، وأنشأ مجلة المهد ورأس تحريرها. له مجموعات قصصية وشعرية ومؤلفات عدة. 

## سيرته
وُلد سليمان أيوب عويس سنة 1943 م/ 1362 هـ في قرية دبّين في جرش، حصل على شهادة البكالوريوس في التجارة والمحاسبة من جامعة القاهرة سنة 1969. عمل في مجال المحاسبة لفترة قصيرة، ثم مذيعاً ومحرراً في مؤسسة الإذاعة والتلفزيون.

أسس دار المهد للنشر والتوزيع التي أصدر عنها مجلة المهد الثقافية في الثمانينيات، وتولّى رئاسةَ تحريرها. كما عمل مديراً للتحرير في مجلة وسام للأطفال التي تُصدرها وزارة الثقافة.

بدأ الشعر بنظم القصيدة العمودية حينما كان طالبا في جامعة القاهرة قد تحول إلى كتابة الشعر العامي واعتبر حينها أن الشعر العامي يمثل صوته وصوت الفلاح الأردني لأنه الأقرب إليه وإلى الوطن. كتب القصة القصيرة في بداياته، ثم تحول إلى الشعر باللهجة العامية إثر وفاة والدته سنة 1976، فنشر مواويله في زاوية موّال اليومية في صحيفة الرأي، واصلت الإذاعة الأردنية بثها منذ 1976.

كان عضواً في اتحاد الكتاب الأردنيين.

توفي 11 ديسمبر 2005 / 11 ذي القعدة 1426 ودفن في مسقط رأسه بلدة دبين في محافظة عجلون. 

## جوائزه
- مُنح وسام الاستقلال من الدرجة الأولى من الديوان الملكي.

## مؤلفاته
- دموع من السماء، قصص، 1959
- العنقود، شعر فصيح، 1973
- غنّيتُ بغداد، شعر فصيح، 1981
- مواويل رافضة، شعر شعبي، 1980
- بيروت كيف حالك، شعر شعبي، 1984
- آخ يا زمن، في ثلاثة أجزاء، شعر شعبي، 2000
- بارود، محلمة شعرية،1987
- حكاية بلدنا.. حكاية قريتنا، محلمة شعرية